# Venâncio José Garcia
Venâncio José Garcia, mais conhecido como Comendador Venâncio (Barão de Cocais, 1834 — Muriaé, 01 de agosto de 1898) foi um comendador, político e empresário brasileiro. Foi responsável pela fundação de São José do Avaí, hoje o município de Itaperuna.

## Biografia

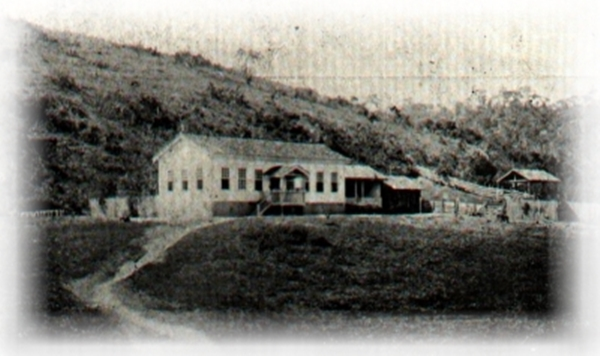
Fazenda Santo Antônio, propriedade do Comendador Venâncio. Aproximadamente 1900

Venâncio nasceu em Barão de Cocais. Seus pais José Garcia Pereira e Maria Claudina Rodrigues Furtado eram proprietários de terra na região da Vila de Barbacena. José herdou as terras de seus pais, Ana Francisca Pires e o português João Garcia Pereira.
Dois anos antes de Venâncio nascer, seu pai decidiu abandonar suas terras e partir em direção direção ao Norte Fluminense com outras duas pessoas, José Ferreira César e José Bastos Pinto. Os três Josés se estabeleceram onde hoje é a cidade de Laje do Muriaé. José era dono da Fazenda Tanque. Os três desbravadores são considerados os fundadores de Laje do Muriaé. A região era habitada por índios puris, que através de José Ferreira Cesar foram domesticados.

### Influência Política
Já adulto, Venâncio se instalou na Fazenda Santo Antônio, na região onde hoje é o distrito de Comendador Venâncio. Foi um dos primeiros fazendeiros da Vale do Muriaé, e logo exerceu influência nos fazendeiros da região.
Seu forte apoio na região pela monarquia chamou a atenção do Imperador D. Pedro II, que recebeu das mãos do imperador a Comenda de Honra ao Mérito.
O comendador foi um dos expositores de café da Exposição Internacional de São Petersburgo de 1884, tendo suas plantações localizadas na época em São Fidélis.

## Homenagens

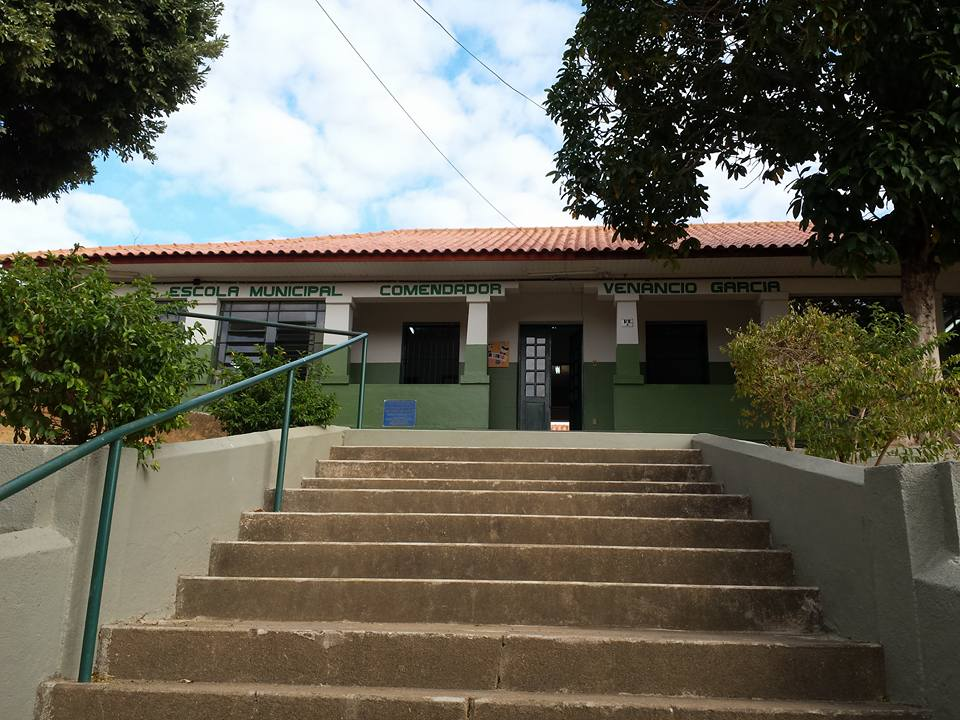
Escola Municipal Comendador Venâncio Garcia, localizada em Comendador Venâncio, 4° distrito do município de Itaperuna

Através do decreto estadual nº 641, de 15 de dezembro de 1938, foi formado o distrito de Comendador Venâncio, através do desmembramento do distrito de Laje do Muriaé, do mesmo município de Itaperuna.
Seu nome também foi dado a uma Escola Municipal da localidade.
Por ter sido uma família importante para a região, muitos dos seus filhos também receberam homenagens pela cidade, incluindo nomes de ruas e de praças. Venâncio teve 11 filhos no total. Seu filho Aarão Henriques Garcia dá nome ao estádio do Esporte Clube Venancense, o estádio Aarão Garcia.
Sua familia de Venâncio é descrita no livro A Terra da promissão : história de Itaperuna, escrito por Porphirio Henriques.